# Luisa Stefani
Luisa Veras Stefani (São Paulo, 9 de agosto de 1997) é uma tenista brasileira, medalhista olímpica e primeira mulher brasileira, na Era Aberta, a entrar no Top 10 do ranking de duplas da WTA. Especialista em duplas, possui 9 títulos WTA, sendo três deles títulos de WTA 1000, Toronto em 2021, Guadalajara em 2022 e Doha em 2024, e um título de Grand Slam em duplas mistas no Australian Open de 2023. Em Tóquio 2020, ao lado de Laura Pigossi, conquistou o bronze, garantindo a primeira medalha da história do tênis brasileiro em Jogos Olímpicos.
Em 27 de janeiro de 2023, ganhou seu primeiro título de Grand Slam nas duplas mistas do Aberto da Austrália ao lado de Rafael Matos, marcando a primeira vez em que uma dupla brasileira levou o título - três outros tenistas venceram cinco vezes com parceiros estrangeiros, Maria Esther Bueno (Roland Garros 1960), Thomaz Koch (Roland Garros 1975) e Bruno Soares (Australian Open 2016 e US Open 2012/2014/2016).
Em 1 de novembro de 2021, atingiu seu melhor ranking de duplas, 9º lugar na lista da WTA. Seu melhor ranking em simples é 431, atingido em 20 de maio de 2019. Stefani foi a décima do ranking juvenil em 30 de março de 2015.
Embora tenha chegado à semifinal do US Open juvenil de duplas em 2015, Stefani buscou se dedicar às partidas de duplas mais seriamente somente em 2017. Seu sucesso começou em 2019, ao vencer um ITF de alto nível em junho, e ganhar seu primeiro WTA em setembro. Ganha mais 2 WTA 125 em novembro de 2019 e fevereiro de 2020, e alcança as oitavas-de-final do Australian Open, chegando assim ao top 50 mundial de duplas. Em 2021 fechou parceira com a Fila.

## Carreira juvenil e universitária
Começou a jogar tênis aos 10 anos, inscrita pela mãe que tinha entrado em aulas do esporte para ficar melhor no frescobol. Aos 14 se mudou para a Flórida, e jogou as chaves principais dos quatro Grand Slams juvenis, atingindo as semifinais de duplas de Roland Garros em 2014 e do US Open em 2015. Atinge a 10ª posição do ranking juvenil da ITF, e joga pela chave principal de um torneio da WTA no 2015 Brasil Tennis Cup como convidada da organização. Em seguida conseguiu uma bolsa universitária para jogar tênis pela Pepperdine University, onde também estudou publicidade antes de trancar o curso. Sua produtiva carreira universitária teve Stefani nomeada pela ITA (Intercollegiate Tennis Association) caloura do ano 2015, compilando uma campanha de 40–6 em sua primeira temporada, na qual foi semifinalista do NCAA Singles Championships de 2015 - derrotada pela campeã Danielle Collins -  e chegou a atingir a 2ª posição no ranking da ITA.

## Carreira profissional

### 2015–2018
Entre 2015 e 2018, ainda no circuito universitário americano, dedica-se parcialmente ao circuito profissional da ITF, o que não a impede de conquistar 10 títulos e atingir outras 5 finais de duplas naquele circuito. Termina 2018 como 215ª do mundo em duplas e 753ª em simples.

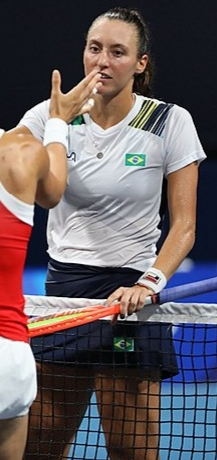
Stefani nos Jogos Olímpicos 20/21.

### 2019
Em seu primeiro ano integralmente como profissional, Stefani decidiu largar as simples e focar nas duplas, que já vinham sendo mais produtivas, depois de seu primeiro torneio do ano da WTA em Monterrey, para o qual Giuliana Olmos a convidou e a dupla acabaria sendo semifinalista, fazendo Stefani disparar no ranking. Ao longo do ano, conquistou, em duplas, os ITFs de Petit-Bourg (com Quinn Gleason), São Paulo, Curitiba (ambos com Paula Cristina Gonçalves) e Ilkley (com Beatriz Haddad Maia), além de atingir a final em Cagnes-sur-Mer (com Beatriz Haddad Maia). Sua primeira participação em chave principal de Grand Slam ocorre em Roland Garros, tendo como parceira Astra Sharma, no qual entram como alternates e são derrotadas na primeira rodada por Shelby Rogers e Mónica Puig em jogo duro, com duas horas e trinta e cinco minutos de duração (4–6, 7–6 e 6–7). Nos Jogos Pan-Americanos de 2019 em Lima, ganhou um bronze ao lado de Carolina Meligeni Alves.

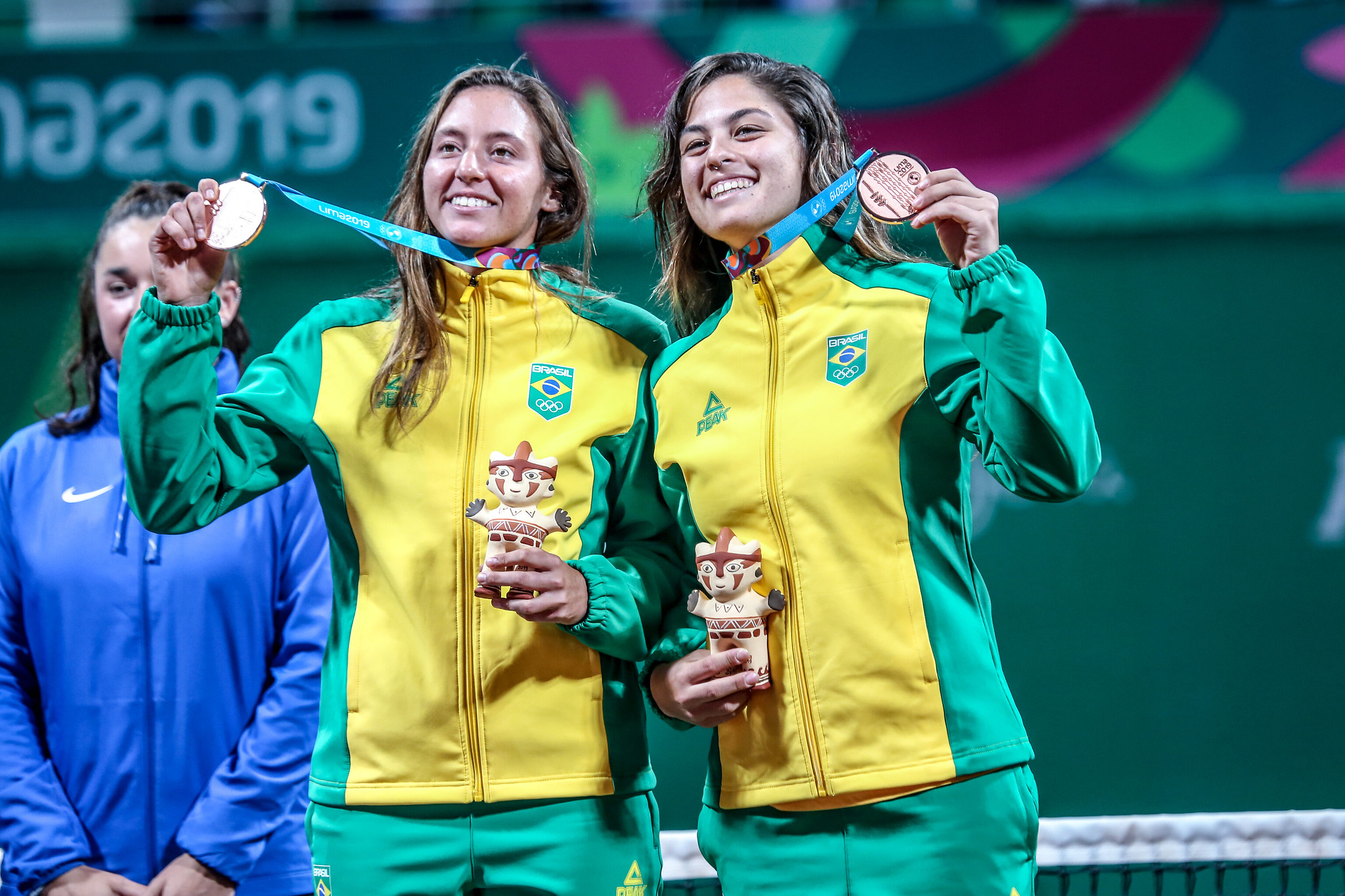
Carol Meligeni e Luisa Stefani na cerimonia de premiação dos jogos pan-americanos de Lima em 2019

Em setembro, tendo como parceira Hayley Carter, alcança a primeira final de duplas na WTA no WTA de Seul e, na semana seguinte, conquista o primeiro título de WTA no Tashkent Open. Com essas campanhas, entra no top 100 e alcança o melhor ranking da carreira em duplas, 75º. lugar, em 21 de outubro. A partir daí, Luisa firma parceria fixa com Hayley Carter.

### 2020
Em 2020 a dupla Stefani/Carter chega à 3ª rodada do Aberto da Austrália, vence o Oracle Challenger Series de Newport e chega às quartas de final de Dubai em fevereiro, e na volta oficial dos torneios depois da pandemia de COVID-19, vence o WTA de Lexington em agosto. Com isso, entram no top 40 do mundo pela primeira vez. No US Open, em setembro, ela fez sua melhor campanha em Grand Slams na carreira, ao atingir as quartas de final, derrotando as cabeças-de-chave n.6 do torneio nas oitavas. Duplistas femininas do Brasil não chegavam tão longe em um Grand Slam desde 1982, quando Patrícia Medrado e Cláudia Monteiro chegaram às quartas de final de Wimbledon. No Premier 5 (no masculino, Masters 1000) de Roma, ela faz outra grande campanha, chegando às semifinais e perdendo apenas para a dupla cabeça-de-chave n.1 do torneio. Com isso, sobe para a posição de n.33 no ranking mundial.

### 2021: Medalha de bronze olímpica, primeiro título de WTA 1000, nº 9 do mundo, lesão e encerramento precoce da temporada
Ao lado de Carter, Stefani chegou em sua primeira final de um WTA 1000 em Miami, para em seguida  desistir de Roland Garros por uma apendicite. Como Carter se machucou em Wimbledon, onde ambas caíram na primeira rodada, Stefani anunciou que no segundo semestre faria dupla com a canadense Gabriela Dabrowski. Para as Olimpíadas de Tóquio, Stefani estava garantida nas duplas mistas ao lado de Marcelo Melo, e de última hora recebeu uma vaga na chave feminina junto de Laura Pigossi. Enquanto nas mistas perdeu logo na estreia para Novak Djokovic e Nina Stojanović [en], na feminina Stefani e Pigossi surpreenderam ao chegar na semifinal, e apesar da derrota nesta fase, vencerem de virada a disputa do bronze.

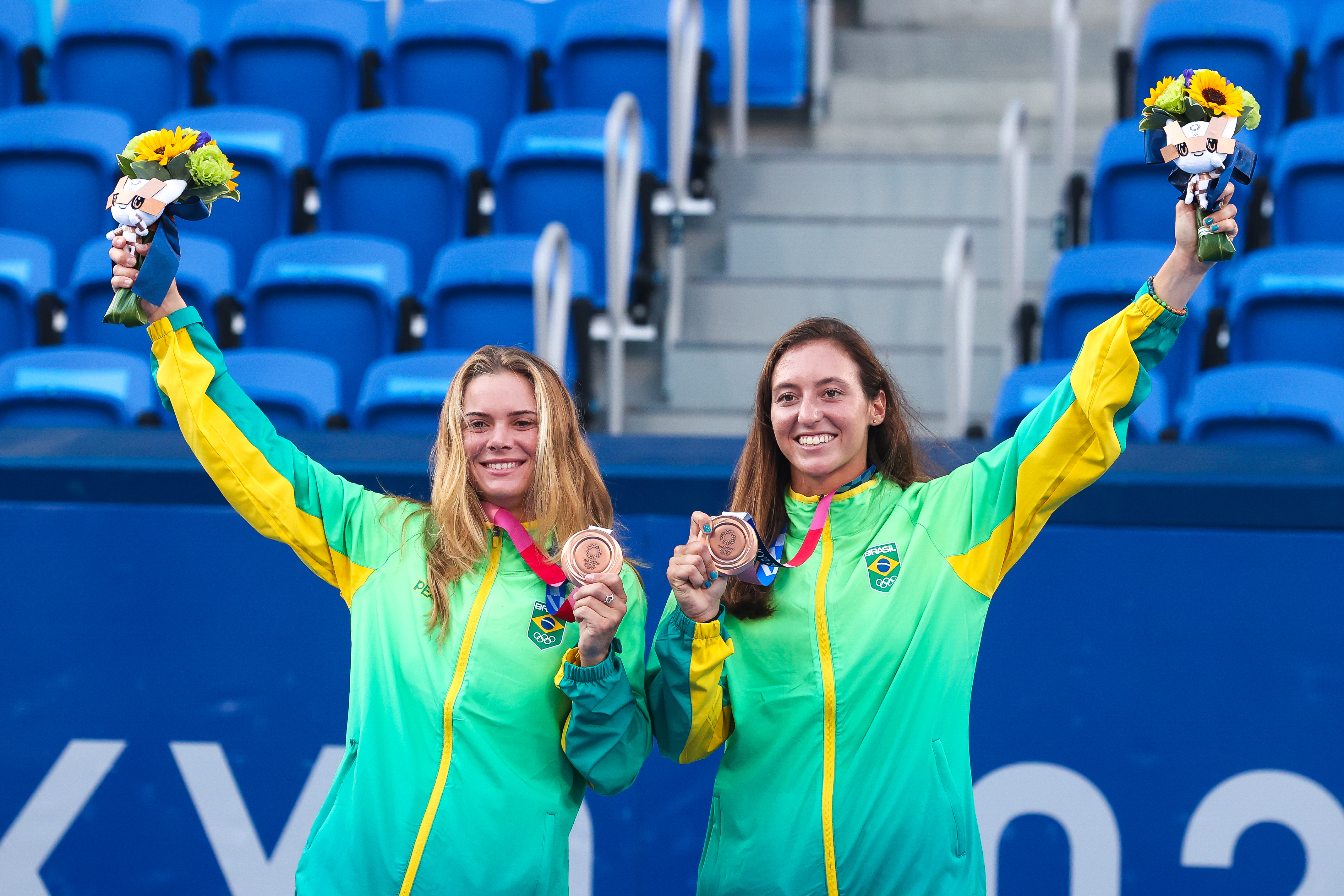
Luisa e Laura no pódio dos Jogos Olímpicos Tóquio 2020.

Stefani e Pigossi se tornaram as primeiras brasileiras a obter uma medalha olímpica no tênis na história, superando a campanha de Fernando Meligeni, que obteve a 4ª colocação em 1996. A medalha foi uma das mais inesperadas, por diversos fatores: a vaga veio uma semana antes da abertura dos Jogos, já que ambas não tinham posições tão altas, com Stefani classificada em 23º lugar no ranking de duplas da WTA, e Pigossi apenas na 190ª posição. Elas não tinham nenhum costume de jogarem juntas em torneios, com a última ocasião sendo uma derrota na Copa Billie Jean King em fevereiro de 2020.

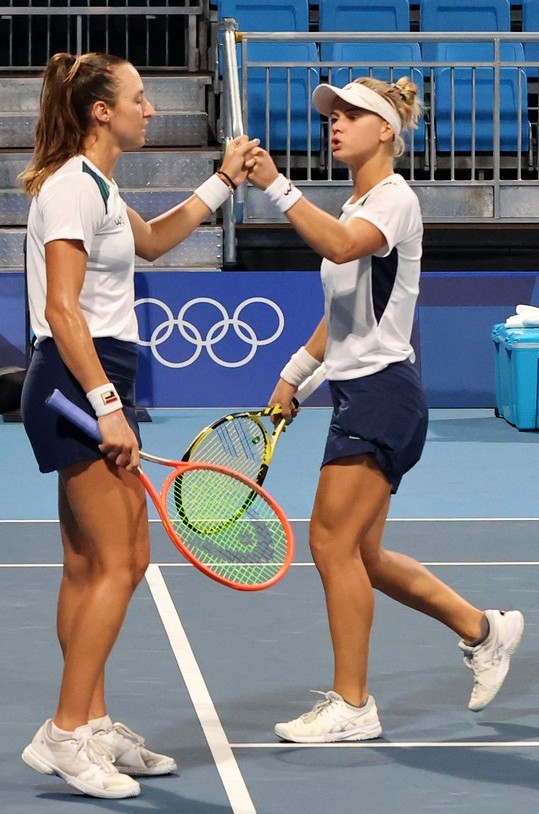
Luisa Stefani e Laura Pigossi durante os Jogos Olímpicos Tokyo 2020

Durante a campanha, salvaram oito match-points das duplas adversárias: quatro nas oitavas de final contra a dupla tcheca Pliskova e Vondrousova, e mais quatro na disputa pela medalha de bronze. Na teoria, todas as duplas adversárias seriam superiores: na primeira rodada elas derrotaram as canadenses, que eram cabeças-de-chave n.7 do torneio; nas oitavas, a dupla tcheca contava com Karolína Plíšková, que foi n.1 do mundo em simples e n.11 em duplas, e a eventual medalhista de prata nos simples Markéta Vondroušová; na quartas derrotaram as americanas, cabeças-de-chave n.4 do torneio, que contavam com Bethanie Mattek-Sands, campeã das duplas mistas de 2016, ex-n.1 do mundo em duplas e campeã de 5 Grand Slams de duplas; na disputa do bronze, derrotaram a dupla russa que havia sido finalista em Wimbledon no mesmo mês, e contava com Elena Vesnina, a campeã olímpica de duplas de 2016, ex-n.1 do mundo em duplas, e campeã de 3 Grand Slams de duplas.
Após as Olimpíadas, jogando com Dabrowski, ela se torna vice-campeã do WTA de San José, subindo para o nº 22 do mundo.  No torneio seguinte, o WTA 1000 de Montreal, elas chegam ao título derrubando a dupla nº 1 do torneio, Mertens/Sabalenka, nas quartas, a forte dupla Kudermetova/Rybakina na semi  e a dupla cabeça de chave n.6 na final, todas em sets diretos, com isto, garantindo o primeiro top 20 da história do tênis de dupla feminino do Brasil, e o primeiro título de WTA 1000 de Stefani. A ascensão meteórica de Stefani continuou no WTA 1000 de Cincinnati, na semana seguinte, onde ela e Dabrowski terminaram como vice-campeãs. Com isso, Stefani chega ao posto de nº 17 do mundo. 

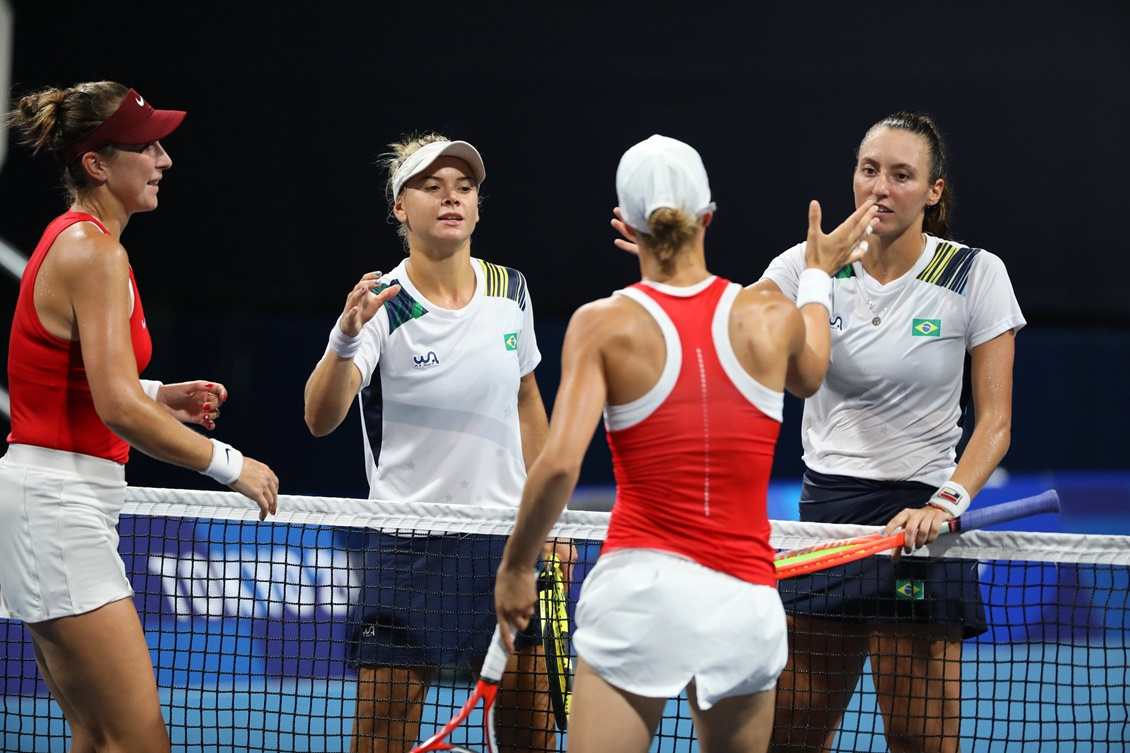
Luisa e Laura na partida contra a Suíça nos Jogos Olímpicos Tóquio 2020

Stefani chegou ao auge de sua carreira no US Open de 2021. Ela chegou pela primeira vez a uma semifinal de Grand Slam, sendo também a primeira semifinal de US Open de Dabrowski. Foi a primeira brasileira a chegar tão longe em um Grand Slam em duplas femininas desde Maria Esther Bueno, em 1968. Porém, no tiebreak do 1º set na semifinal, Stefani pisou de mau jeito, torcendo sua perna e caindo com fortes dores na quadra. Ela teve que abandonar o jogo em uma cadeira de rodas. Posteriormente, foi detectado um rompimento no ligamento do joelho, forçando Stefani a abandonar o circuito tenístico pelo resto de 2021. Com a semifinal, Stefani atingiu seu melhor ranking na carreira, o posto de número 13 duplista do mundo, a apenas 5 pontos da número 12, a chilena Alexa Guarachi [en]. Caso tivesse sido campeã do torneio, teria entrado entre as dez melhores. No dia 27 de setembro em Chicago nos Estados Unidos, Luisa foi submetida a uma operação bem sucedida em seu joelho para ajudar na recuperação da lesão.    Mais tarde, Stefani revelou que caso não tivesse se lesionado, depois de Indian Wells iria jogar torneios de simples no Brasil. Em novembro voltou para São Paulo para sua recuperação, retomando os treinos em março de 2022 para voltar às quadras no segundo semestre. Além de duplas, com uma parceira ainda a definir já que muitas fecharam duplas até o fim do ano, incluindo Dabrowski, deseja disputar mais torneios de simples para aproveitar o recomeço depois de longa pausa.
Em novembro de 2021 Luisa alcançou, mesmo sem jogar há algumas semanas devido à lesão em seu joelho, o 9º lugar do ranking de duplas da WTA se tornando a 6ª tenista brasileira da história a ficar entre as 10 melhores tenistas do mundo nesse ranking, se juntando a Maria Esther Bueno, que o fez antes da Era Aberta, Carlos Kirmayr, Guga, Bruno Soares e Marcelo Melo. Também em novembro de 2021, Stefani foi eleita junto de Pigossi vencedora do Prêmio Brasil Olímpico 2021 na modalidade tênis.  Em dezembro de 2021, uma das jogadas de Stefani e Dabrowski na semifinal de San Jose foi eleita como o “Ponto de duplas do ano” em votação do público no site da WTA, com a final também incluindo uma jogada de Stefani e Carter na final de Miami. 

### 2022: De volta ao WTA Tour, segundo título WTA 1000, retorno meteórico ao top 50
Após quase um ano se recuperando da lesão no joelho, Luisa anunciou que voltaria a jogar no WTA de Tóquio em setembro de 2022, tendo a japonesa Ena Shibahara como parceira. Antes iria treinar no U.S. Open. Durante o Grand Slam, em seu reencontro com Gabriela Dabrowski ambas decidiram jogar juntas no Aberto de Chennai, uma semana antes de Tóquio. Foi campeã do WTA 250 de Chennai com Dabrowski, enquanto em Tóquio, não conseguiu superar a canadense e Olmos na primeira rodada. Ao voltar para o Brasil, revelou que jogaria três torneios nas semanas seguintes com a australiana Storm Sanders.
No último campeonato, o WTA 1000 de Guadalajara, onde estava ranqueada como n.217 do mundo, chegou ao título em uma inédita final brasileira diante de Beatriz Haddad e Anna Danilina  apesar de uma tempestade ter forçado Stefani e Sanders a jogarem a semifinal poucas horas antes. O resultado também retornou Luisa às 100 primeiras da WTA, saltando 160 posições para o 55º lugar. Encerrou o ano vencendo o WTA 125 de Montevidéu com Ingrid Gamarra Martins, garantindo um retorno às 50 melhores duplistas.

### 2023: Título histórico de duplas mistas, de volta ao top 15
Para o começo de temporada, Stefani jogaria o Aberto da Austrália com Caty McNally. Uma ex-parceira da americana, Taylor Townsend, assumiu seu lugar com Stefani no WTA 500 de Adelaide quando McNally desistiu, e a dupla chegou ao título, o sexto de Stefani na WTA, subindo para o n.34 do mundo. No Grand Slam, McNally abandonou o torneio no mesmo dia da partida com uma lesão, prejudicando Stefani, que visava continuar recuperando seu ranking. Porém, ao jogar as duplas mistas com o também brasileiro Rafael Matos, conquistaram o título deste Grand Slam, feito inédito tanto para uma dupla 100% brasileira, quanto para cada um dos dois de forma individual.. Com essa conquista, Luisa Stefani se tornou a primeira tenista brasileira a vencer um título de duplas mistas no Australian Open e a segunda a vencer um título nas mistas de qualquer Slam e em qualquer uma das chaves dos torneios Grand Slam desde Maria Esther Bueno.
Em seguida, fazendo dupla com a chinesa Zhang Shuai , Luisa conquistou o WTA 500 de Abu Dhabi. Com isto, retornou ao top 30 mundial de duplas.
Depois de ser eliminada na primeira rodada de Doha e Dubai ao lado de Anna Danilina, Luisa anunciou que formaria dupla novamente com Gabriela Dabrowski em Indian Wells e Miami, tendo alcançado as quartas de final no primeiro e caindo na primeira rodada no segundo. Chegaram apenas até as quartas de final do WTA de Stuttgart e do WTA 1000 de Madrid, e perderam na estréia do WTA 1000 de Roma. Por último disputaram o torneio de  Roland Garros em Paris. Ao fim da participação nesse torneio, no qual pararam nas oitavas de final, Luisa retornou ao top 20 do ranking de duplas da WTA e decidiu desfazer a parceria com Dabrowski, estando desconfortável com os baixos resultados, visando a temporada das quadras de grama.
Dias depois, Luisa revelou que havia fechado parceria com a francesa Caroline Garcia com o objetivo de disputar o WTA 500 de Berlim e o Torneio de Wimbledon, em Londres. A participação da nova dupla teve sucesso imediato em Berlim, onde foram campeãs, superando na semifinal a dupla cabeça-de-chave nº1 Ellen Perez / Nicole Melichar  e na final as tchecas Katerina Siniakova e Marketa Vondrousova por 4/6, 7/6(8) e 10/4.
Com isso, Luisa venceu seu primeiro WTA na grama e o 7º título após a volta da  lesão no joelho em setembro de 2022., ficando em 14ª no ranking de duplas da WTA. Em Wimbledon 2023, fez a melhor campanha de sua vida: venceu a dupla Caty McNally / Ashlyn Krueger, as cabeças-de-chave Leylah Fernandez / Taylor Townsend, e nas oitavas de final, a dupla Kirsten Flipkens / Tímea Babos (a qual é uma ex-número 1 do mundo nas duplas). Com isto, Stefani chegou pela primeira vez nas quartas de final de Wimbledon , onde perderam para a dupla campeã de Wimbledon em 2019, Hsieh Su-wei / Barbora Strýcová. 
Semanas depois, Stefani anunciou que formaria parceria com a tcheca Kateřina Siniaková, número 1 do ranking de duplas da WTA na época, inicialmente visando a disputa do WTA 1000 de Montreal. Porém, a dupla caiu já em seu primeiro jogo diante de Ulrikke Eikeri e Ingrid Neel. Em seguida, Stefani alcançou as quartas de Cincinnati junto da russa Anastasia Pavlyuchenkova, e em seu retorno ao US Open, em parceria com a americana Jennifer Brady, repetiu a semifinal que precedeu a lesão de 2021. Essa campanha recolocou Stefani no top 10 do ranking de duplas da WTA, ocupando a 10ª posição. Seu melhor torneio depois do US Open foi o WTA de Pequim, onde ao lado de Ingrid Gamarra Martins foi semifinalista.
Foi escolhida para ser porta-bandeira do Brasil na abertura dos Jogos Pan-Americanos de 2023, ao lado do nadador Fernando Scheffer. Nesta competição, Luisa conquistou a medalha de ouro nas duplas femininas, competindo em parceria com Laura Pigossi, e a medalha de prata nas duplas mista, em parceria com Marcelo Demoliner.

### 2024: Terceiro título WTA 1000
Em parceira com a holandesa Demi Schuurs, Stefani teve sua melhor campanha no Australian Open ao alcançar as quartas de final. No WTA 500 de Abu Dhabi, Stefani se reuniu a Beatriz Haddad como preparativo para os Jogos Olímpicos de Verão de 2024 (ambas tinham ranking para jogarem juntas o torneio olímpico de duplas). Chegaram às semifinais, mas Bia se lesionou e tiveram que abandonar a partida. No WTA 1000 de Doha, Stefani e Schuurs venceram o torneio sem perder um único set, marcando o terceiro título WTA 1000 de Luisa. Depois do título, porém, Stefani passou a ter uma série de resultados mais fracos: ainda obtiveram algumas semifinais nos WTA 500 de Strasburgo e Berlim, se retiraram sem jogar de Roland Garros por Schuurs sentir dores nas costas, e caíram na primeira rodada de Wimbledon. O retorno de Stefani nas Olimpíadas também foi curto, perdendo na estreia das duplas mistas junto de Thiago Seyboth Wild, e com uma derrota na segunda rodada das femininas ao lado de Haddad.
Stefani e Schuurs se recuperaram no US Open, onde chegaram nas quartas de final. Depois de derrotas na estréia dos WTA 1000 de Pequim e de Wuhan, Stefani declarou que iria se retirar do resto da temporada por dores no joelho.

### 2025: Títulos, final de Wimbledon
Agora fazendo parceria com Tímea Babos, Stefani venceu o WTA 500 de Linz em fevereiro . Chegou às quartas de final do WTA 1000 de Dubai jogando com Bethanie Mattek-Sands.  Novamente com Babos, foi semfinalista do WTA 500 de Stuttgart em abril , foi campeã do WTA 500 de Strasburgo em maio , chegaram às oitavas de final em Roland Garros  e à semifinal do WTA 500 de Bad Homburg. 
Em Wimbledon, Stefani chegou à final de duplas mistas em parceria com Joe Salisbury, se tornando a primeira brasileira após 58 anos à chegar em uma final no torneio. A final foi perdida para Sem Verbeek e Kateřina Siniaková em sets diretos. Stefani e Babos também chegaram às quartas de final nas duplas femininas. 

## Conquistas

### Duplas: 4 (1 Medalha de Ouro,1 Medalha de Prata, 2 Medalhas de Bronze)
| Resultado         | Ano  | Torneio                                              | Superfície | Parceira(o)             | Adversário                                  | Placar           |
| ----------------- | ---- | ---------------------------------------------------- | ---------- | ----------------------- | ------------------------------------------- | ---------------- |
| Medalha de Bronze | 2021 | Tenis nos Jogos Olímpicos: Tóquio 2020, Japão        | Piso Duro  | Laura Pigossi           | ROC Veronika Kudermetova ROC Elena Vesnina  | 4–6, 6–4, [11–9] |
| Medalha de Bronze | 2019 | Tenis nos Jogos Pan-Americanos: Lima 2019, Peru      | Saibro     | Carolina Meligeni Alves | CHI Daniela Seguel CHI Alexa Guarachi       | 2-6, 7-5, [11-9] |
| Medalha de Ouro   | 2023 | Tênis nos Jogos Pan-Americanos: Santiago 2023, Chile | Saibro     | Laura Pigossi           | COL Fernanda Herazo COL Paulina Perez       | 7-5, 6-3         |
| Medalha de prata  | 2023 | Tênis nos Jogos Pan-Americanos: Santiago 2023, Chile | Saibro     | Marcelo Demoliner       | COL Yuliana Lizarazo COL Nicolas Barrientos | 3-6, 4-6         |

## Finais da WTA
| Categoria                                | S   | D   | DM  |
| ---------------------------------------- | --- | --- | --- |
| Grand Slam                               | 0–0 | 0–0 | 1–1 |
| Jogos Olímpicos                          | 0–0 | 0–0 | 0–0 |
| Premier Mandatory & Premier 5 / WTA 1000 | 0–0 | 3–2 | —   |
| Premier / WTA 500                        | 0–0 | 4–4 | —   |
| International / WTA 250                  | 0–0 | 3–2 | —   |

| Piso    | S   | D   | DM  |
| ------- | --- | --- | --- |
| duro    | 0–0 | 8–7 | 1–0 |
| saibro  | 0–0 | 1–1 | 0–0 |
| grama   | 0–0 | 1–0 | 0–1 |
| carpete | 0–0 | 0–0 | 0–0 |

### Duplas: 18 (11 títulos, 8 vices)
| Status | V–D  | Data                    | Torneio                           | Cidade/país                       | Categoria     | Piso           | Parceira           | Adversárias                             | Resultado                  |
| ------ | ---- | ----------------------- | --------------------------------- | --------------------------------- | ------------- | -------------- | ------------------ | --------------------------------------- | -------------------------- |
| Venceu | 11–8 | 19 de Maio de 2025      | Internationaux de Strasbourg      | Estrasburgo, França               | WTA 500       | Saibro         | Tímea Babos        | Nicole Melichar-Martinez Guo Hanyu      | 6–3, 6–7(4–7), [10–7]      |
| Venceu | 10–8 | 27 de janeiro de 2025   | Linz Open                         | Linz, Áustria                     | WTA 500       | Duro (i)       | Tímea Babos        | Lyudmyla Kichenok Nadiia Kichenok       | 3–6, 7–5, [10–4]           |
| Venceu | 9–8  | 17 de fevereiro de 2024 | Qatar TotalEnergies Open          | Doha, Catar                       | WTA 1000      | duro           | Demi Schuurs       | Caroline Dolehide Desirae Krawczyk      | 6-4, 6-2                   |
| Venceu | 8–8  | 25 de junho de 2023     | WTA de Berlim                     | Berlim, Alemanha                  | WTA 500       | grama          | Caroline Garcia    | Kateřina Siniaková Markéta Vondroušová  | 4–6, 7–6 (10–8), [10–4]    |
| Venceu | 7–8  | 12 de fevereiro de 2023 | Abu Dhabi Open                    | Abu Dhabi, Emirados Árabes        | WTA 500       | duro           | Zhang Shuai        | Shuko Aoyama Chan Hao-ching             | 3–6, 6–2, [10–8]           |
| Venceu | 6–8  | 13 de janeiro de 2023   | Adelaide International 2          | Adelaide, Austrália               | WTA 500       | duro           | Taylor Townsend    | Anastasia Pavlyuchenkova Elena Rybakina | 7–5, 7–63                  |
| Venceu | 5-8  | 23 de Outubro de 2022   | GDL Open                          | Guadalajara, México               | WTA 1000      | Duro           | Storm Sanders      | Anna Danilina Beatriz Haddad Maia       | 7–6(7–4), 6–7(2–7), [10–8] |
| Venceu | 4–8  | 18 de Setembro de 2022  | Chennai Open                      | Chennai, Índia                    | WTA 250       | Duro           | Gabriela Dabrowski | Anna Blinkova Natela Dzalamidze         | 6–1, 6–2                   |
| Perdeu | 3–8  | 21 de agosto de 2021    | Cincinnati Open                   | Cincinnati, Estados Unidos        | WTA 1000      | duro           | Gabriela Dabrowski | Samantha Stosur Zhang Shuai             | 5–7, 3–6                   |
| Venceu | 3–7  | 15 de agosto de 2021    | Canadian Open                     | Montreal, Canadá                  | WTA 1000      | duro           | Gabriela Dabrowski | Darija Jurak Andreja Klepač             | 6–3, 6–4                   |
| Perdeu | 2–7  | 8 de agosto de 2021     | Mubadala Silicon Valley Classic   | San José, Estados Unidos          | WTA 500       | duro           | Gabriela Dabrowski | Andreja Klepač Darija Jurak             | 1–6, 5–7                   |
| Perdeu | 2–6  | 4 de abril de 2021      | Miami Open                        | Miami, Estados Unidos             | WTA 1000      | duro           | Hayley Carter      | Shuko Aoyama Ena Shibahara              | 2–6, 5–7                   |
| Perdeu | 2–5  | 27 de fevereiro de 2021 | Adelaide International            | Adelaide, Austrália               | WTA 500       | duro           | Hayley Carter      | Alexa Guarachi Desirae Krawczyk         | 7–64, 4–6, [3–10]          |
| Perdeu | 2–4  | 13 de janeiro de 2021   | Abu Dhabi WTA Women's Tennis Open | Abu Dhabi, Emirados Árabes Unidos | WTA 500       | duro           | Hayley Carter      | Shuko Aoyama Ena Shibahara              | 6–75, 4–6                  |
| Perdeu | 2–3  | 25 de outubro de 2020   | J&T Banka Ostrava Open            | Ostrava, Rep. Tcheca              | Premier       | duro (coberto) | Gabriela Dabrowski | Elise Mertens Aryna Sabalenka           | 1–6, 3–6                   |
| Perdeu | 2–2  | Setembro de 2020        | Internationaux de Strasbourg      | Estrasburgo, França               | International | saibro         | Hayley Carter      | Nicole Melichar Demi Schuurs            | 4–6, 3–6                   |
| Venceu | 2–1  | Agosto de 2020          | Top Seed Open                     | Lexington, Estados Unidos         | International | duro           | Hayley Carter      | Marie Bouzková Jil Teichmann            | 6–1, 7–5                   |
| Venceu | 1–1  | Setembro de 2019        | Tashkent Open                     | Tashkent, Uzbequistão             | International | duro           | Hayley Carter      | Dalila Jakupović Sabrina Santamaria     | 6–3, 7–64                  |
| Perdeu | 0–1  | Setembro de 2019        | KEB Hana Bank Korea Open          | Seul, Coreia do Sul               | International | duro           | Hayley Carter      | Lara Arruabarrena Tatjana Maria         | 6–77, 6–3, [7–10]          |

### Duplas mistas: 2 (1 título, 1 vice)
| Status | V–D | Data                  | Torneio         | Cidade/país          | Categoria  | Piso          | Parceiro                       | Adversárias               | Resultado     |
| ------ | --- | --------------------- | --------------- | -------------------- | ---------- | ------------- | ------------------------------ | ------------------------- | ------------- |
| Venceu | 1–0 | 26 de janeiro de 2023 | Australian Open | Melbourne, Austrália | Grand Slam | duro          | Rafael Matos                   | Sania Mirza Rohan Bopanna | 7–6(7–2), 6–2 |
| Perdeu | 1–1 | 10 de julho de 2025   | Wimbledon       | Londres, Reino Unido | Grama      | Joe Salisbury | Kateřina Siniaková Sem Verbeek | 6-7(3–7), 6-7 (3–7)       |               |

## Circuito WTA 125K

### Duplas: 4 (3 títulos, 1 vice)
| Status | V–D | Data              | Torneio                                  | Cidade/país                   | Piso   | Parceira               | Adversárias                          | Resultado             |
| ------ | --- | ----------------- | ---------------------------------------- | ----------------------------- | ------ | ---------------------- | ------------------------------------ | --------------------- |
| Venceu | 3–1 | Novembro de 2022  | WTA 125 Montevideo                       | Montevidéu, Uruguai           | saibro | Ingrid Gamarra Martins | Quinn Gleason Elixane Lechemia       | 7–5, 6–7(6–8), [10–6] |
| Perdeu | 2-1 | Maio de 2021      | Oracle Challenger Series – Saint-Malo    | Saint-Malo, França            | saibro | Hayley Carter          | Kaitlyn Christian Sabrina Santamaria | 6-74-7, 6–4, [5–10]   |
| Venceu | 2–0 | Fevereiro de 2020 | Oracle Challenger Series – Newport Beach | Newport Beach, Estados Unidos | duro   | Hayley Carter          | Marie Benoît Jessika Ponchet         | 6–1, 6–3              |
| Venceu | 1–0 | Novembro de 2019  | Oracle Challenger Series – Houston       | Houston, Estados Unidos       | duro   | Ellen Perez            | Sharon Fichman Ena Shibahara         | 1–6, 6–4, [10–5]      |

## Circuito ITF

### Duplas: 22 (15 títulos, 7 vices)
| Status | V–D  | Data             | Cidade/país                    | Categoria | Piso   | Parceira                 | Adversárias                                       | Resultado          |
| ------ | ---- | ---------------- | ------------------------------ | --------- | ------ | ------------------------ | ------------------------------------------------- | ------------------ |
| Venceu | 15–7 | Novembro de 2019 | Colina, Chile                  | 60.000    | saibro | Hayley Carter            | Anna Danilina Conny Perrin                        | 5–7, 6–3, [10–6]   |
| Venceu | 14–7 | Junho de 2019    | Ilkley, Reino Unido            | 100.000   | grama  | Beatriz Haddad Maia      | Ellen Perez Arina Rodionova                       | 6–4, 6–75, [10–4]  |
| Perdeu | 13–7 | Maio de 2019     | Cagnes-sur-Mer, França         | 80.000    | saibro | Beatriz Haddad Maia      | Anna Blinkova Xenia Knoll                         | 6–4, 2–6, [12–14]  |
| Venceu | 13–6 | Março de 2019    | Curitiba, Brasil               | 25.000    | saibro | Paula Cristina Gonçalves | Ekaterine Gorgodze Daniela Seguel                 | 6–73, 7–60, [10–2] |
| Venceu | 12–6 | Março de 2019    | São Paulo, Brasil              | 25.000    | saibro | Paula Cristina Gonçalves | Martina Di Giuseppe Tahisa Grana Pedretti         | 6–74, 6–0, [10–8]  |
| Venceu | 11-6 | Janeiro de 2019  | Petit-Bourg, Guadalupe         | 25.000    | duro   | Quinn Gleason            | Vladica Babić Rosalie van der Hoek                | 7–5, 6–4           |
| Venceu | 10–6 | Novembro de 2018 | Colina, Chile                  | 60.000    | saibro | Quinn Gleason            | Bárbara Gatica Rebeca Pereira                     | 6–0, 4–6, [10–7]   |
| Perdeu | 9–6  | Outubro de 2018  | Stockton, Estados Unidos       | 60.000    | duro   | Quinn Gleason            | Hayley Carter Ena Shibahara                       | 5–7, 7–5, [7–10]   |
| Perdeu | 9–5  | Setembro de 2018 | Templeton, Estados Unidos      | 60.000    | duro   | Quinn Gleason            | Asia Muhammad Maria Sanchez                       | 7–64, 2–6, [8–10]  |
| Venceu | 9–4  | Junho de 2018    | Sumter, Estados Unidos         | 25.000    | duro   | Astra Sharma             | Julia Elbaba Xu Shilin                            | 2–6, 6–3, [10–5]   |
| Venceu | 8–4  | Dezembro de 2017 | Castelló de la Plana, Espanha  | 15.000    | saibro | Yvonne Cavallé Reimers   | Ren Jiaqi Wang Xiyu                               | 6–3, 6–1           |
| Venceu | 7–4  | Novembro de 2017 | Sant Cugat del Vallès, Espanha | 25.000    | saibro | Renata Zarazúa           | Olga Danilović Guiomar Maristany Zuleta de Reales | 6–1, 6–4           |
| Venceu | 6–4  | Outubro de 2017  | Sevilha, Espanha               | 25.000    | saibro | Renata Zarazúa           | Estrella Cabeza Candela Andrea Gámiz              | 7–62, 7–63         |
| Venceu | 5–4  | Agosto de 2017   | El Espinar, Espanha            | 25.000    | duro   | Quinn Gleason            | Ayla Aksu Bibiane Schoofs                         | 6–3, 6–2           |
| Venceu | 4–4  | Julho de 2017    | Bruxelas, Bélgica              | 15.000    | saibro | Quinn Gleason            | Deborah Kerfs Priscilla Heise                     | 6–3, 6–2           |
| Venceu | 3–4  | Julho de 2017    | Knokke, Bélgica                | 15.000    | saibro | Quinn Gleason            | Leonie Küng Axana Mareen                          | 6–4, 7–5           |
| Perdeu | 2–4  | Julho de 2017    | Auburn, Estados Unidos         | 25.000    | duro   | Ellen Perez              | Emina Bektas Alexa Guarachi                       | 6–4, 4–6, [5–10]   |
| Venceu | 2–3  | Junho de 2017    | Baton Rouge, Estados Unidos    | 25.000    | duro   | Ellen Perez              | Francesca Di Lorenzo Julia Elbaba                 | 6–3, 6–4           |
| Perdeu | 1–3  | Junho de 2017    | Sumter, Estados Unidos         | 25.000    | duro   | Ellen Perez              | Kaitlyn Christian Giuliana Olmos                  | 2–6, 6–3, [7–10]   |
| Venceu | 1–2  | Setembro de 2016 | Atlanta, Estados Unidos        | 50.000    | duro   | Ingrid Neel              | Alexandra Stevenson Taylor Townsend               | 4–6, 6–4, [10–5]   |
| Perdeu | 0–2  | Julho de 2016    | Campos do Jordão, Brasil       | 25.000    | duro   | Maria Fernanda Alves     | Ingrid Gamarra Martins Laura Pigossi              | 3–6, 6–3, [8–10]   |
| Perdeu | 0–1  | Agosto de 2013   | São Paulo, Brasil              | 10.000    | saibro | Nathália Rossi           | Laura Pigossi Carolina Zeballos                   | 3–6, 4–6           |